# Кантінфлас
Маріо Фортіно Альфонсо Морено Реєс (ісп. Mario Fortino Alfonso Moreno Reyes, нар. 12 серпня 1911 в Мехіко, пом. 20 квітня 1993 там же) — мексиканський комічний актор, сценарист і продюсер, відомий під сценічним іменем Кантінфлас (Cantinflas). Часто грав бідних селян чи представників низьких соціальних категорій — пеладо. Його характерні ролі асоціювалися з національною самобутністю Мексики, що дозволило йому збудувати успішну кар'єру в кіно, не тільки в себе на батьківщині, але й у Голлівуді. Якось Чарлі Чаплін назвав Кантінфласа «найвидатнішим коміком у світі». Його часто називали «мексиканським Чарлі Чапліном». В Голлівуді комік найбільш відомий завдяки ролі Паспарту у фільмі «Навколо світу за 80 днів».

## Фільмографія
1. 1956: Навколо світу за 80 днів — Паспарту